# Hans-Joachim Janßen

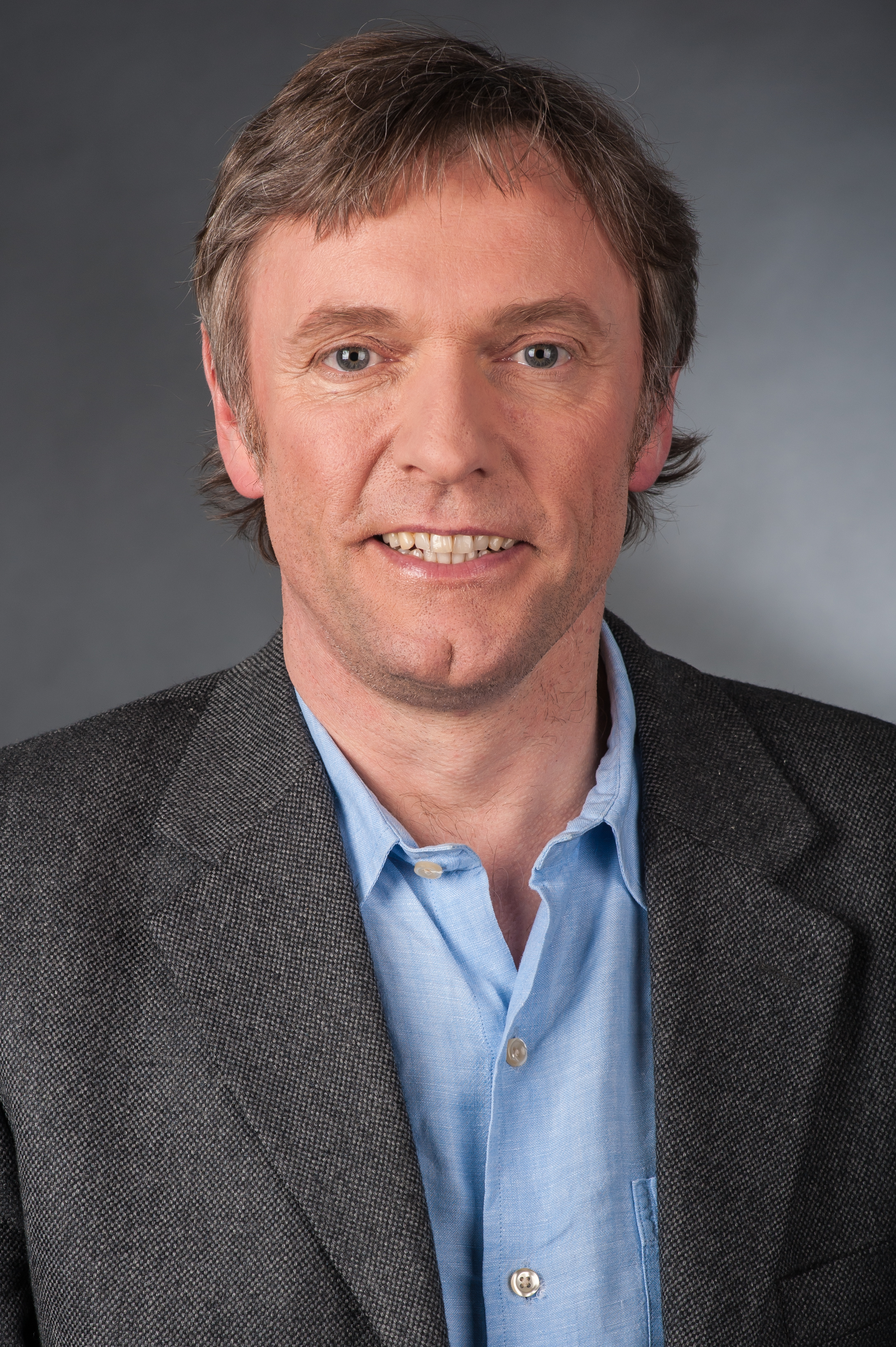
Hans-Joachim Janßen

Hans-Joachim Janßen (* 17. Dezember 1960 in Varel) ist ein deutscher Politiker (Bündnis 90/Die Grünen). Er war von 2003 bis 2008, von 2013 bis 2017 und von 2021 bis 2022 Abgeordneter des Niedersächsischen Landtages. Von Oktober 2018 bis März 2023 war er Landesvorsitzender von Bündnis 90/Die Grünen Niedersachsen.

## Leben
Nach dem Abitur 1980 leistete Janßen Zivildienst. Anschließend begann er ein Studium der Landespflege in Hannover, welches er 1990 mit dem Diplom abschloss. Danach war er in einem Planungsbüro und als Dezernent bei der Nationalparkverwaltung Niedersächsisches Wattenmeer tätig. Von 1995 bis 1997 machte er eine Ausbildung für den höheren technischen Verwaltungsdienst in Niedersachsen in der Fachrichtung Landespflege. Von 1998 bis 2003 und von 2008 bis zur Wahl in den Landtag 2013 war er als technischer Angestellter in der unteren Naturschutzbehörde beim Landkreis Wesermarsch tätig. Er wohnt in der Gemeinde Jade, ist geschieden und hat zwei Kinder.

## Politik
Seit 1993 ist Janßen Mitglied von Bündnis 90/Die Grünen. Von 1991 bis 1998 und von 2001 bis 2007 war er Ratsherr und Beigeordneter der Stadt Varel, von 2001 bis 2006 Vorsitzender des Ausschusses für Planung und Umwelt. Zwischen 2000 und 2003 war er zudem Kreistagsabgeordneter im Landkreis Friesland. Von 2011 bis 2016 war Janßen Ratsherr der Gemeinde Jade.
Bei den Landtagswahlen 2003 und 2013 wurde Hans-Joachim Janßen über die Landesliste in das Landesparlament gewählt, dem er somit von 2003 bis 2008 und von 2013 bis 2017 angehörte. Von April 2010 bis Februar 2011 war er stellvertretender Landesvorsitzender seiner Partei in Niedersachsen.
Janßen ist seit 2011 Mitglied im Parteirat von Bündnis 90/Die Grünen Niedersachsen. Ende Oktober 2018 wurde er auf dem Landesparteitag in Celle neben Anne Kura zum Landesvorsitzenden der Partei gewählt.
Bei der niedersächsischen Landtagswahl 2017 trat Hans-Joachim Janßen im Wahlkreis Cloppenburg-Nord und auf Platz 20 der Landesliste an. Er verpasste zunächst den Wiedereinzug in den Landtag; den Wahlkreis gewann Karl-Heinz Bley (CDU). Über die Landesliste rückte Janßen jedoch am 9. November 2021 für Susanne Menge, die in den Bundestag gewählt worden war, in den Landtag nach. Janßen hatte angekündigt, bei der Landtagswahl 2022 nicht wieder anzutreten. Er stellte sich dennoch als Direktkandidat in seinem Wahlkreis zur Wahl. Weil er dort unterlag und nicht auf der Landesliste vertreten war, zog er nicht wieder in den Landtag ein.
Bei der Wahl zum Landesvorsitz auf einem Parteitag im März 2023 trat Janßen nicht erneut an.